# Джереми Кларксън
Джереми Чарлз Робърт Кларксън (на английски: Jeremy Clarkson) е британски телевизионен водещ, журналист, писател и автомобилен специалист. Известен е с ролята си на водещ в предаването Top Gear по Би Би Си, където си партнира с Ричард Хамънд и Джеймс Мей. Пише също така статии за седмичниците The Sunday Times и The Sun.

## Биография
Джереми Чарлз Робърт Кларксън е роден на 11 април 1960 г. в английското градче Донкастър, графство Южен Йоркшир. Баща му Едуард Гренвил Кларксън е пътуващ търговец, а майка му Шърли Габриел Уорд е учителка. Занимават се с търговия на калъфчета за чайници и когато записват сина си в списъците за прием в частно училище, нямат представа дали ще успеят да платят таксата му. Когато е на 13 години обаче, родителите му започват да произвеждат плюшени мечета Падингтън, които жънат голям успех и благодарение на които семейството има средства да изпрати сина си в училището „Хил Хаус“, а по-късно и в „Рептън“, откъдето Кларксън обаче бива изключен заради „пиене, пушене и цялостно непристойно поведение“.
Като дете участва в радио програмата на Би Би Си „Детски час“ (Children’s hour).
Започва кариерата си като местен журналист в Северна Англия и през 1988 г. се издига до водещ на предаването „Топ Гиър“. От средата на 90-те години е всепризната обществена личност като все по-често се появява на малкия екран в собствени телевизионни предавания или като гост в други. Освен автомобилните предавания, Кларксън продуцира телевизионни издания и пише книги за история и инженерство. От 1998 до 2000 г. се излъчва собственото му предаване „Кларксън“.
Първият му неуспешен брак е през 1989 г. с Александра Джеймс, която го напуска след шест месеца заради един от приятелите му.
През 1993 г. се жени за мениджърката си Франсис Кейн и понастоящем живеят в Чипинг Нортън с трите си деца. Втората му съпруга, известна с това, че го обсипва с подаръци под формата на автомобили или автомобилни принадлежности, му купува и Мерцедес-Бенц 600.
През 2004 г. Кларксън е поканен да участва в предаването на BBC Who Do You Think You Are?, за да разследва историята на рода си, включително и на прапрапрадядо си Джон Килнър, изобретател на буркана тип „Килнър“.
Според някои източници Кларксън подава молба за развод през април 2014 г. и има връзка с Филипа Сейдж, колега от „Топ Гиър“.
Любима рок банда на телевизионния водещ е „Дженезис“.

## Кариера
Хумористичният му, но хаплив език и стил на писане често провокират публично внимание. Думите и действията му, както в личния живот, така и на екрана в „Топ Гиър“ предизвикват остра критика от медии, политици и широката публика. В личното му токшоу например отличителна характеристика са обидите на водещия, отправени към Уелс. Кларксън поставя триизмерна карта на Уелс в микровълнова фурна и я включва, като след това защитава позицията си с думите: „Сложих Уелс във фурната, защото Шотландия нямаше да се побере.“ По подобен начин Кларксън премахва САЩ от една карта и преименува останалото празно пространство на „Южноканадско море“.
Първо професионално занимание на Кларксън е подпомагането на семейния бизнес с продажбата на плюшени мечета Падингтън, а по-късно започва стаж като журналист в изданието Rotherham Advertiser. Пише също и за Rochdale Observer, Wolverhampton Express and Star, Lincolnshire Life и други.
През 1984 г. Кларксън основава Автомобилна информационна агенция, в която заедно с колегата си журналист Джонатан Джил прави пробни кръгчета с различни автомобили за местни вестници и автомобилни списания. Оттогава често пише статии и за списанието „Топ Гиър“ още с първото му публикуване през 1993 г. И до днес пише статии и за седмичниците The Sunday Times и The Sun.
Автор е на няколко хумористични книги за коли и други тематики. Много книги са сборници от статии, които пише за The Sunday Times. На български език е излязла „Светът според Кларксън“ (изд. „Вакон“, 2014).
Името на Кларксън е свързвано най-вече с автомобилното телевизионно предаване „Топ Гиър“, в което е водещ от 1989 г. През 2002 г., след кратка почивка, предаването стартира отново в различен формат и оттогава печели множество телевизионни награди. Днес „Топ Гиър“ е едно от най-гледаните предавания по BBC 2 и е излъчвано в над 100 страни по цял свят.
Въпреки склонността му да кара с висока скорост и влечението му към бързите коли, шофьорската книжка на Кларксън е чиста. Той обаче далеч не се стреми да скрие страстта си. В статия в The Sunday Times през ноември 2005 г. по отношение на модела Bugatti Veyron той пише: „При скорошно пътуване с кола в Европа отчаяно желаех да развия възможно най-високата скорост, но пътят свърши тъкмо когато скоростомерът посочи 240 км/ч.“ А след това отново в същата статия: „От позицията зад волана на Veyron Франция изглежда като с размер на малък кокосов орех. Не мога да ви опиша колко бързо преминах през територията ѝ онзи ден. Просто защото няма да ми повярвате.“
През 2007 г. Кларксън печели специално признание по време на Наградите на Националната телевизия. През същата година се съобщава и че водещият печели 1 милион долара на година за участието си в Топ Гиър и допълнителен милион и седем хиляди от своите книги, филми и статии във вестниците. Заедно с колегата си Джеймс Мей за първи път в историята достигат Северния магнитен полюс с кола, а подвигът им е излъчен в Top Gear: Polar Special. През 2008 г. Кларксън понася леки наранявания на краката си и едната си ръка в сблъсък с тухлена стена при заснемането на 12-и сезон на „Топ Гиър“.
Освен в телевизията Кларскън се появява и в британското издание на филма на Дисни Пиксар „Колите“, където озвучава героя Харв, агент на протагониста Маккуин Светкавицата.